# Огонньор-Арита
Огонньо́р-Арита́ (рос. Огоннёр-Арыта) — невеликий острів в Оленьоцькій затоці моря Лаптєвих. Територіально відноситься до Якутії, Росія.
Розташований в центрі затоки, в дельті річки Оленьок. Знаходиться між затокою Огонньор-Кубата на півночі та протокою Улахан-Уес на півдні. Вузькою протокою на сході відокремлений від сусідніх острова Улахан-Ари та островів Огонньор-Бьолькьойдьорьо. Острів має округлу форму. Вкритий болотами та пісками, має 14 невеликих озер, оточений мілинами. На півдні стрімкий берег висотою 2 м.
| Росія | Це незавершена стаття з географії Росії. Ви можете допомогти проєкту, виправивши або дописавши її. |